# Nicolae Massim
Nicolae Massim (1909-1981) was een Roemeens regisseur, theaterdirecteur en hoogleraar.

## Levensloop
Massim studeerde af aan de school voor vrije kunsten en filosofie van de universiteit van Cluj en de Nationale Universiteit voor Toneelkunst en Cinematografie (Universitatea Națională de Artă Teatrală și Cinematografică, IATC) in Boekarest.
Hij maakte zijn debuut in het Teatrul Ligii Culturale (Cultureel Verbondtheater) van de volksuniversiteit van Vălenii de Munte. Hier regisseerde hij stukken van Nicolae Iorga, een vermaard Roemeens historicus en oprichter van dit theater.
Hij begon zijn professionele carrière in het Nationale Theater in Boekarest, waar hij assistent-regisseur werd van Ion Sahighian. In de loop van zijn carrière regisseerde hij bij dit theater stukken als Shakespeares Othello, Lorca's Het huis van Bernarda Alba (Casa Bernardei Alba) en Scribes Le Verre d'eau (Paharul Cu Apă). Naast zijn regiewerk, was hij hoogleraar voor toneelregie aan de IATC.
In 1945 richtte hij samen met de actrice Lucia Calomeri en de toneelontwerpers Elena Pătrăşcanu en Lena Constante het marionetten- en poppentheater Ţăndărică op in Boekarest. Hij formeerde een eerste groep poppenspelers met onder meer Dorina Tǎnǎsescu en Antigona Papazicopol en huurde stemacteurs in van het Nationale Theater van Boekarest. Met hen voerde hij de eerste marionettenshow op van Roemenië: Cu Țăndărică spre Mările Sudului (Met Ţăndărică naar de Zuidelijke Zeeën). Na een lange carrière als regisseur en opleider, werd Massim om politieke redenen gedwongen het Nationale Theater te verlaten. Wel bleef hij geanimeerd betrokken bijdragen bij het theater, onder meer als artistiek mentor van regisseur Margareta Niculescu. Zij was ervoor zijn student geweest bij IATC en werd vanaf 1949 artistiek directeur van Ţăndărică.
Hij vervolgde zijn carrière met een minder prestigieuze rol, als artistiek leider van het jongerentheater. Hij werkte niettemin met opkomend talent als Florin Vasiliu, George Marcovici, Olga Tudorache en Mircea Anghelescu, en voerde met hen stukken als Dickens David Copperfield, Shakespeares Much Ado About Nothing en vele andere. Naast het stimuleren van jong talent, gaf Massim ook zijn steun aan de terugkeer van gevestigde Roemenen van eerdere tijden, die naar de achtergrond waren verdrukt door de communistische autoriteiten vanwege hun landelijke origine, waaronder Maria Filotti.

## Theaterstukken
- 1944: Cocoşul Negru
- 1945: Norocul
- 1945: Sburător Cu Negre Plete
- 1946: Furtună În Olimp
- 1946: Năframa Iubitei
- 1947: Mânzul Nebun
- 1948: Casa Bernardei Alba
- 1948: Paharul Cu Apă
- 1948: Othello
- 1950: Cetatea De Foc
- 1950: Bătrâneţe Sbuciumată
- 1952: Fericirea Furată
- 1952: Zori Deasupra Moscovei
- 1965: Doamna Lui Ieremia
- 1966: Dinu Păturică